# Costa Volpino
Costa Volpino är en ort och kommun i provinsen Bergamo i regionen Lombardiet i Italien. Kommunen hade 9 063 invånare (2018) och gränsar till kommunerna Bossico, Lovere, Pian Camuno, Pisogne, Rogno och Songavazzo.
Floden Oglio rinner igenom orten och som sedan rinner ut i Lago d'Iseo dit utkanten av byn sträcker sig.